# Liphanthus quadrifasciatus
Liphanthus quadrifasciatus is een vliesvleugelig insect uit de familie Andrenidae. De wetenschappelijke naam van de soort is voor het eerst geldig gepubliceerd in 1989 door Toro.